# Johnny Mølby
Johnny Mølby (* 4. únor 1969, Kolding) je bývalý dánský fotbalista. Nastupoval především na postu záložníka. Jeho bratranec Jan Mølby byl rovněž fotbalistou a dánským reprezentantem.
S dánskou reprezentací vyhrál Mistrovství Evropy 1992, byť na šampionátu nenastoupil. V národním týmu odehrál 16 utkání.
S Borussií Mönchengladbach získal německý pohár (1994/95). V ligové soutěži dosáhl nejlepšího výsledku roku 1989, kdy s Vejle BK skončil v dánské lize čtvrtý.